# Vertekening
Vertekening is een onjuiste weergave van de werkelijkheid.
Bij het maken van afbeeldingen, bijvoorbeeld in de cartografie, wordt een twee- of driedimensionale situatie afgebeeld op een tweedimensionale afbeelding, meestal door middel van een specifieke projectiemethode, een wiskundige functie. De vertekening is dan de mate en manier waarop het resulterende beeld in verhoudingen en vorm afwijkt van het origineel, en wordt beschreven door de gekozen functie: de enige soort functie die niet vertekent is een gelijkvormigheidsafbeelding, die bestaat uit een isometrie en een uniforme verschaling. In een vertekende afbeelding is de schaal niet overal gelijk. Verschijnselen kunnen verder bijvoorbeeld zijn dat rechte lijnen krom worden, en/of dat de schaal in een punt niet in alle richtingen gelijk is.
Bij een kaartprojectie waarbij een gekromd aardoppervlak wordt afgebeeld op een plat vlak is vertekening onvermijdelijk.
Eventuele vertekening is ook aan de orde bij een lenzenstelsel. Soms, zoals bij een fisheye-objectief of digitale manipulatie, is vertekening met opzet aanwezig, meestal echter wordt geprobeerd vertekening te voorkomen maar lukt dat niet helemaal. Vertekening is een van de lensfouten waar een lenzenstelsel meer of minder mee behept is.
In de statistiek wordt de werkelijkheid beschreven door extrapolatie vanuit een beperkte hoeveelheid geobserveerde gegevens (steekproeven). Vertekening (in het Engels: bias) is het daarbij optreden van een of meer systematische fouten.
In figuurlijke zin kan iemand een vertekend beeld van iets hebben, of kan een beschrijving een vertekend beeld geven. Er wordt dan ook wel gesproken van een bias. In de sociale psychologie zijn vertekende beelden belangrijk binnen de attributietheorie om motivate en gedrag van mensen te verklaren. Vertekende beelden kunnen het gevolg zijn van denkfouten.
Een niet onder het begrip vertekening vallende bijzonderheid is het spiegelbeeld. Een andere is het geval dat kaartranden geacht worden op elkaar aan te sluiten, zoals de linker- en rechterrand van een wereldkaart. Een cilinderoppervlak kan zonder vertekening op een vlak worden afgebeeld doordat het na uitvoering van een snede kan worden platgelegd. Voor het bepalen van afstanden over het cilinderoppervlak moet op de vlakke versie met deze bijzonderheid rekening gehouden worden: de afstand moet soms bepaald als die van het ene punt tot een punt op de linkerrand plus die van het overeenkomstige punt op de rechterrand tot het tweede punt, en dan zo dat de som van de twee afstanden minimaal is.

## Lenzenstelsel

### Ton- en kussenvormige vertekening

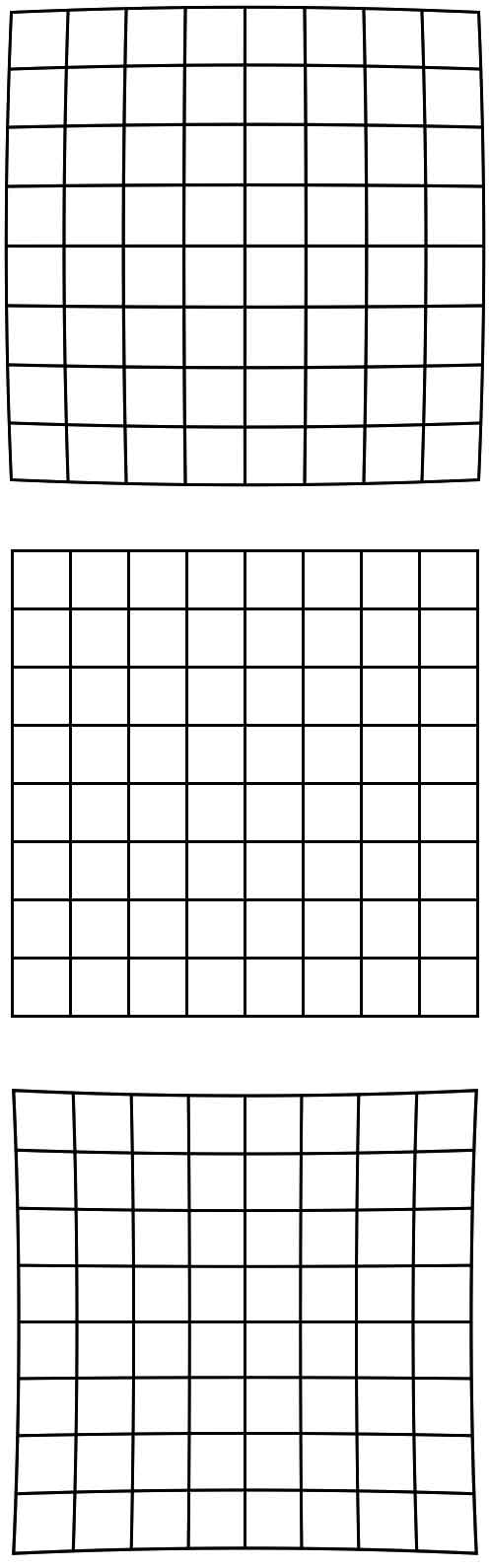
tonvormige (boven) en kussenvormige (onder) vertekening van een vierkant raster (midden)

Van een lenzenstelsel wordt verwacht dat het de driedimensionale ruimte op een tweedimensionaal plat vlak afbeeldt met inachtneming van lijnperspectief (ook centraal perspectief geheten). Wanneer een voorwerp met rechte lijnen door een lenzenstelsel wordt afgebeeld blijkt er echter meestal sprake van kleine afwijkingen van dit perspectief. Het heet tonvormige vertekening wanneer de zijden van een zuivere rechthoek in de afbeelding naar buiten welven (bol staan), en het wordt kussenvormige vertekening genoemd wanneer de zijden naar binnen krommen (hol staan). De afbeelding toont een vierkant met 5% tonvormige vertekening, een perfect vierkant raster en een vierkant met 5% kussenvormige vertekening.
In de praktijk komt het vaak voor dat een objectief beide soorten vertekening heeft. Een rechte lijn bij de rand van het beeldveld wordt dan enigszins golvend afgebeeld: licht tonvormig in het midden en licht kussenvormig in de hoeken.

### Compromissen
Aan een lenzenstelsel (kortweg: lens) worden uiteenlopende eisen gesteld en niet aan al die eisen kan perfect worden voldaan, zodat in een ontwerp voor compromissen gekozen wordt. Er zijn situaties waarin afwezigheid van vertekening van het grootste belang is, maar zelfs bij die lenzen is er altijd nog een beetje vertekening aanwezig, in de orde van maximaal 0,1%. Denk hierbij aan lenzen in fotokopieerapparaten, reproductiecamera's, vergrotingsapparaten, scanners en dergelijke, waarvan verwacht wordt dat ze een plat voorwerp op een andere schaal maar met perfecte verhoudingen afbeelden. Deze lenzen hebben een geringe lichtsterkte (vandaar de felle lampen in een kopieerapparaat), om via deze beperking een lenzenstelsel met weinig vertekening te kunnen ontwerpen.
Nog extremere eisen worden gesteld bij de fabricage van microprocessoren en andere chips, de zogeheten fotolithografie. Door te kiezen voor belichting met licht van slechts één golflengte (monochroom licht) en voor één verkleiningsfactor, kan toch de gewenste kwaliteit gehaald worden.
Optiek in een gewone foto- of videocamera moet lichtsterk zijn, moet alle kleuren aankunnen, scherpgesteld kunnen worden van zeer dichtbij tot veraf enzovoort. Om aan alle wensen enigszins te kunnen voldoen wordt onder meer wat vertekening toegelaten. Bij groothoeklenzen is vooral sprake van tonvormige vertekening, bij teleobjectieven juist van kussenvormige vertekening. Hier geldt: hoe duurder het objectief, des te geringer meestal de vertekening. zoomobjectieven zijn sowieso lastig te construeren en daar is de vertekening veelal nog wat forser dan bij lenzen met een vast brandpunt. In het groothoekbereik van een amateurvideocamera kan de tonvormige vertekening naar de 10% gaan, in het telebereik is er dan een ongeveer even sterke kussenvormige vertekening. Gelukkig zijn er veel te filmen onderwerpen waar vertekening niet zo opvalt.

### Supergroothoek
Bij architectuurfotografie valt vertekening snel op. Gebouwen hebben over het algemeen veel rechte lijnen en rechte hoeken, en een beetje kromming van de rechte lijnen springt ons direct in het oog. Bij fotografie van architectuur is meestal ook een zeer grote beeldhoek gewenst en de beste oplossing is om met een technische camera en een speciaal supergroothoekobjectief te werken. Toch bedraagt de vertekening aan de randen zo'n 0,6%.
Bij een groothoek op een technische camera is de afstand tussen objectief en film zeer gering. In spiegelreflexcamera's moet achter de lens ruimte zijn voor de spiegel en daar wordt dus een andere constructie gebruikt, de retrofocusconstructie. Hier is de vertekening moeilijker in de hand te houden en aan de randen kan er dan ook gemakkelijk 2% vertekening zijn.